# Josep Perarnau
Josep Perarnau i Espelt (Avinyó, 1928) es un religioso católico, teólogo e historiador español.

## Biografía
Estudió Teología en la Universidad Pontificia de Salamanca, Roma y Múnich, siendo ordenado sacerdote en Barcelona. Al crearse la Facultad de Teología de Cataluña fue nombrado director del seminario de teología, desde el que ha realizado sus investigaciones históricas. Miembro del Instituto de Estudios Catalanes (IEC), en 1990 fue nombrado miembro numerario.
Interesado en la historia de la Edad Media ha estudiado los manuscritos medievales, especializándose en los de los autores catalanes. Desde su cargo de director del Arxiu de textos catalans antics del IEC ha realizado valiosas investigaciones en torno a obras inéditas de la Edad Media y sobre autores como Ramon Llull o Arnau de Vilanova . Ha recogido todas las falsificaciones que el inquisidor del siglo XIV, Nicolás Aymerich, usó para determinar la existencia de más de cien herejías en los textos de Llull. En 1993 Josep Perarnau fue galardonado con el Premio Crítica Serra d'Or de investigación, en 1996 con el Premio Nacional de Patrimonio Cultural y en 1998 con la Medalla Narcís Monturiol, concedidos estos dos últimos galardones por la Generalidad de Cataluña. El 28 de abril de 2009 fue investido como doctor honoris causa por la Universidad de Barcelona.